# Lavoirs de la Garenne
Les lavoirs de la Garenne sont un ancien lavoir public de Vannes, dans le Morbihan.

## Localisation
Le lavoir est situé au sud du jardin des remparts, immédiatement au nord de la rue de la Porte-Poterne et à l'est de l'éperon de la Garenne. Il épouse une courbure du fleuve Marle, qui assure son approvisionnement en eau.

## Histoire
Primitivement datés des XVIIe ou XVIIIe siècle, ces lavoirs ont en réalité été construits entre 1797 et 1807. Pour faire face à l'affluence des lavandières, ils sont agrandis vingt ans plus tard, entre 1827 et 1831.
Propriété privée, le bâtiment est acquis par la mairie de Vannes en 1928. La lessive dans les eaux sales de la Marle est interdite par la mairie en 1951. Les lessiveuses se rabattent alors sur d'autre lavoirs situés en amont, proche de la préfecture dans des lavoirs ouverts entre 1923 et 1965, ou à l'étang au Duc, jusqu'en 1962.
Les terrains compris entre les remparts, la rue Porte-Poterne et le ruisseau de la Garenne, comprenant les lavoirs, sont classés au titre des monuments historiques par arrêté du 28 juillet 1928. Une partie du jardin des remparts (0,55 ha) est, avec les lavoirs de la Garenne, un site naturel classé depuis le 27 novembre 1935.
Abîmés par une crue de la Marle, ils bénéficient d'une complète restauration durant l'hiver 2005-2006.

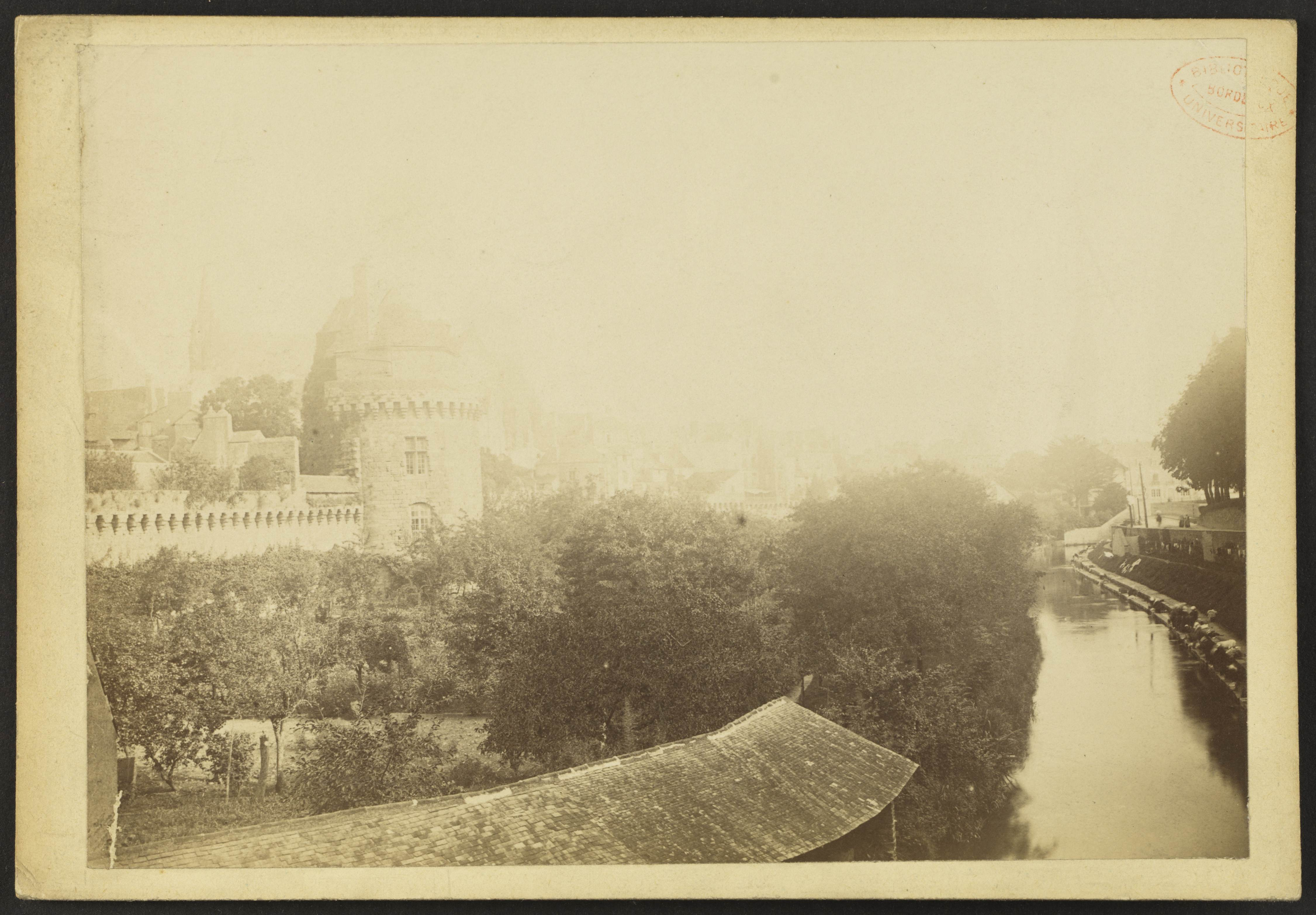
Le jardin des remparts et le toit des lavoirs à la fin du XIXe siècle.
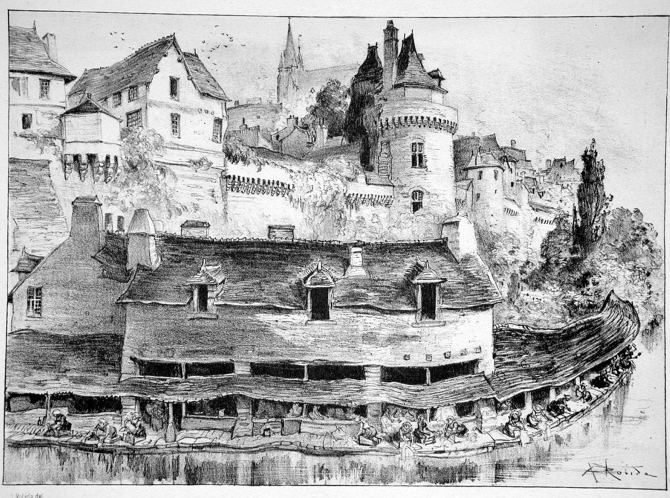
Les lavoirs dessinés par Albert Robida en 1890.

## Architecture
L'ensemble du bâtiment mesure environ 40 m de long, protégé par un toit d'ardoises.
Le premier bâtiment, rectangle d'environ 13 × 7 m, est construit en pans de bois à poutres apparentes. 

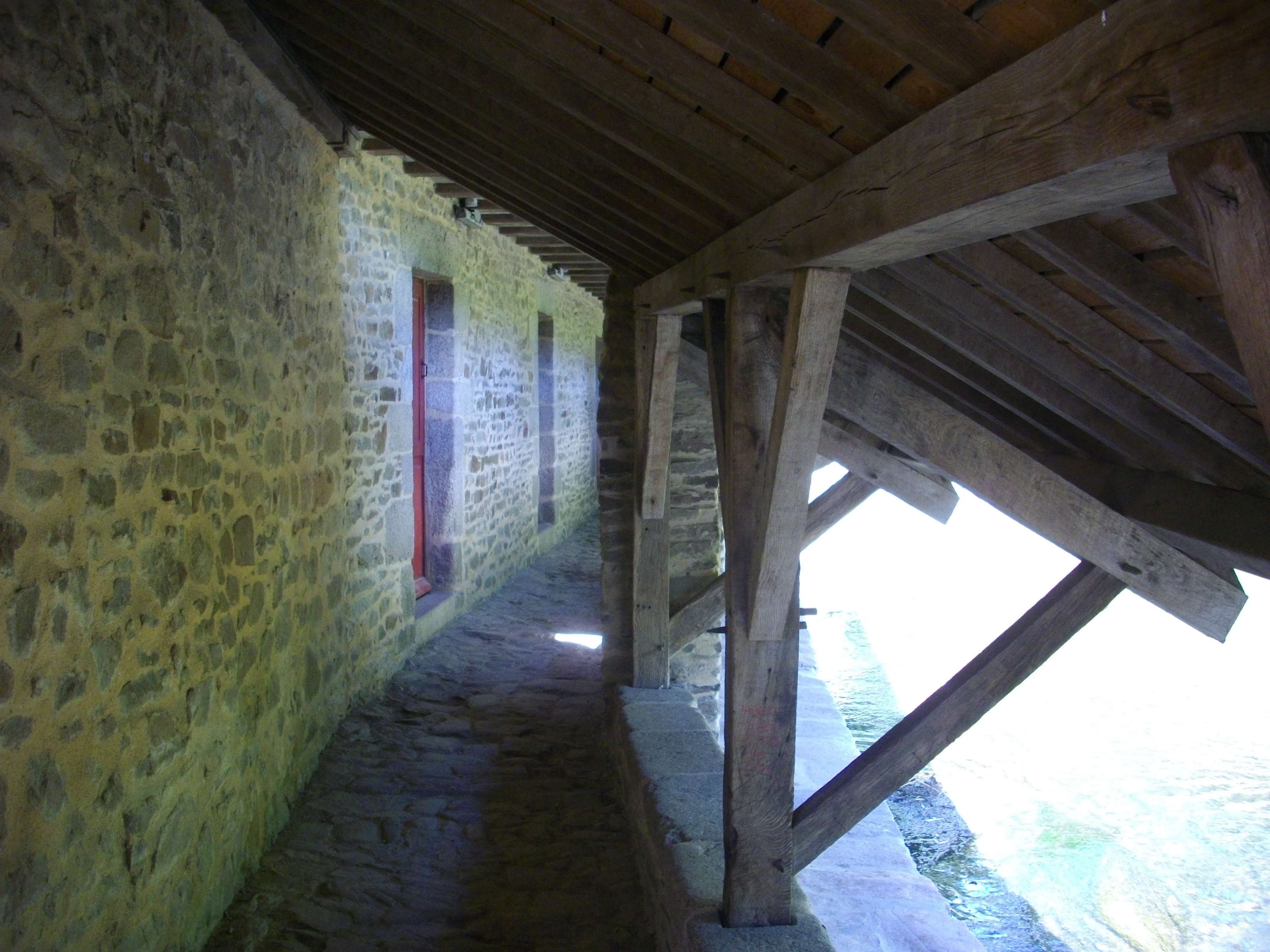
La galerie des lavoirs.
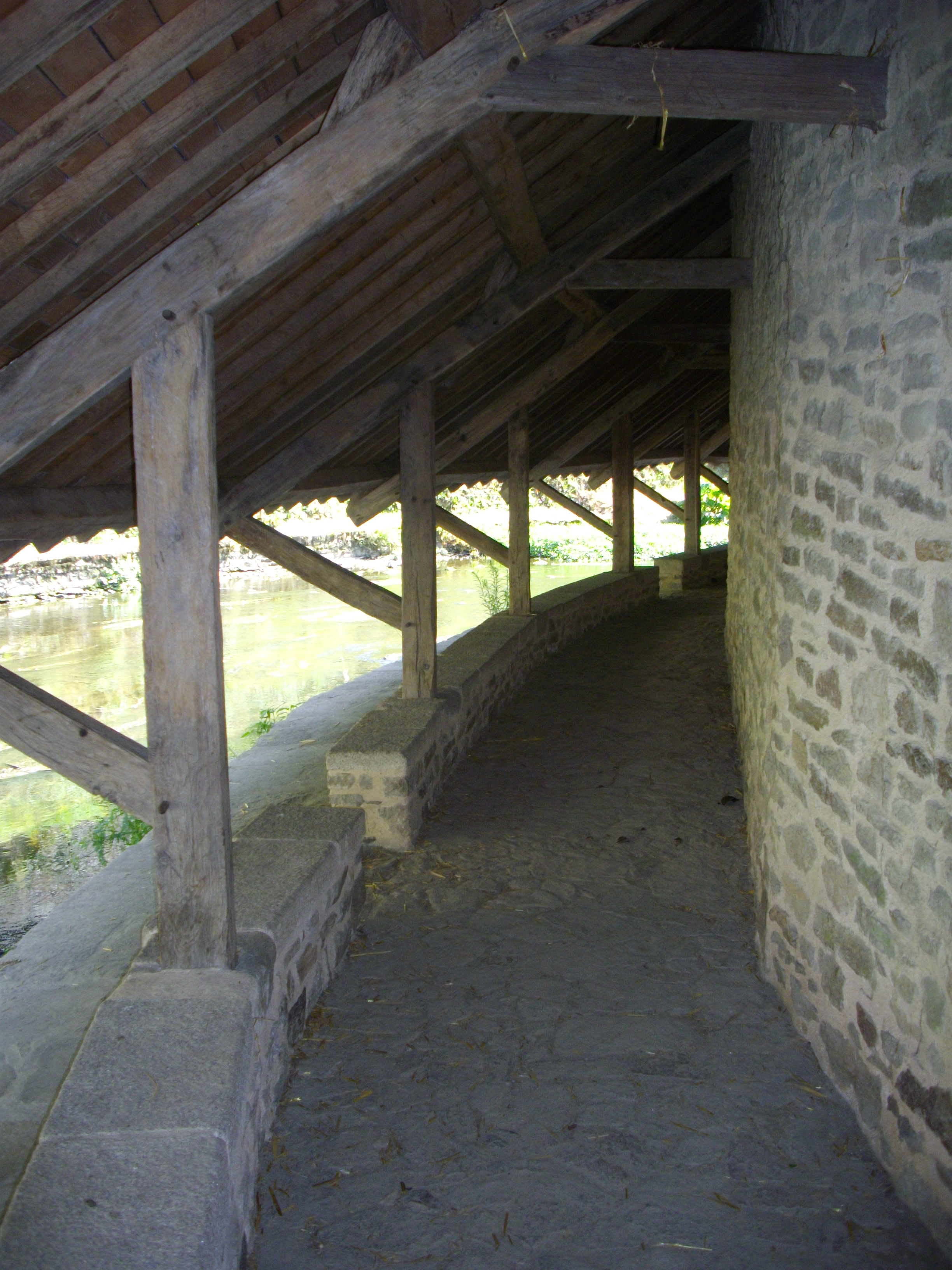
La galerie des lavoirs.
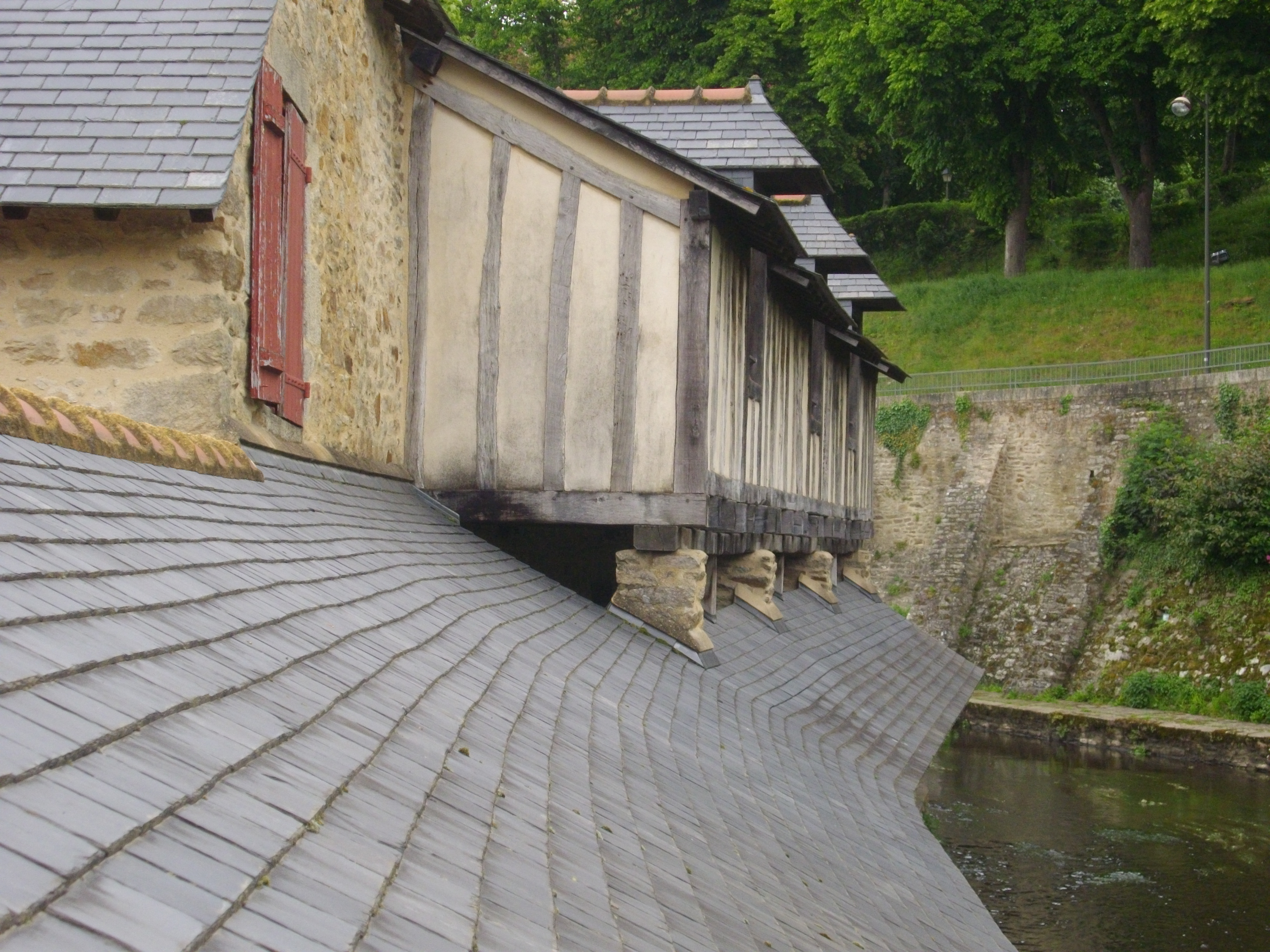
Le toit des lavoirs.
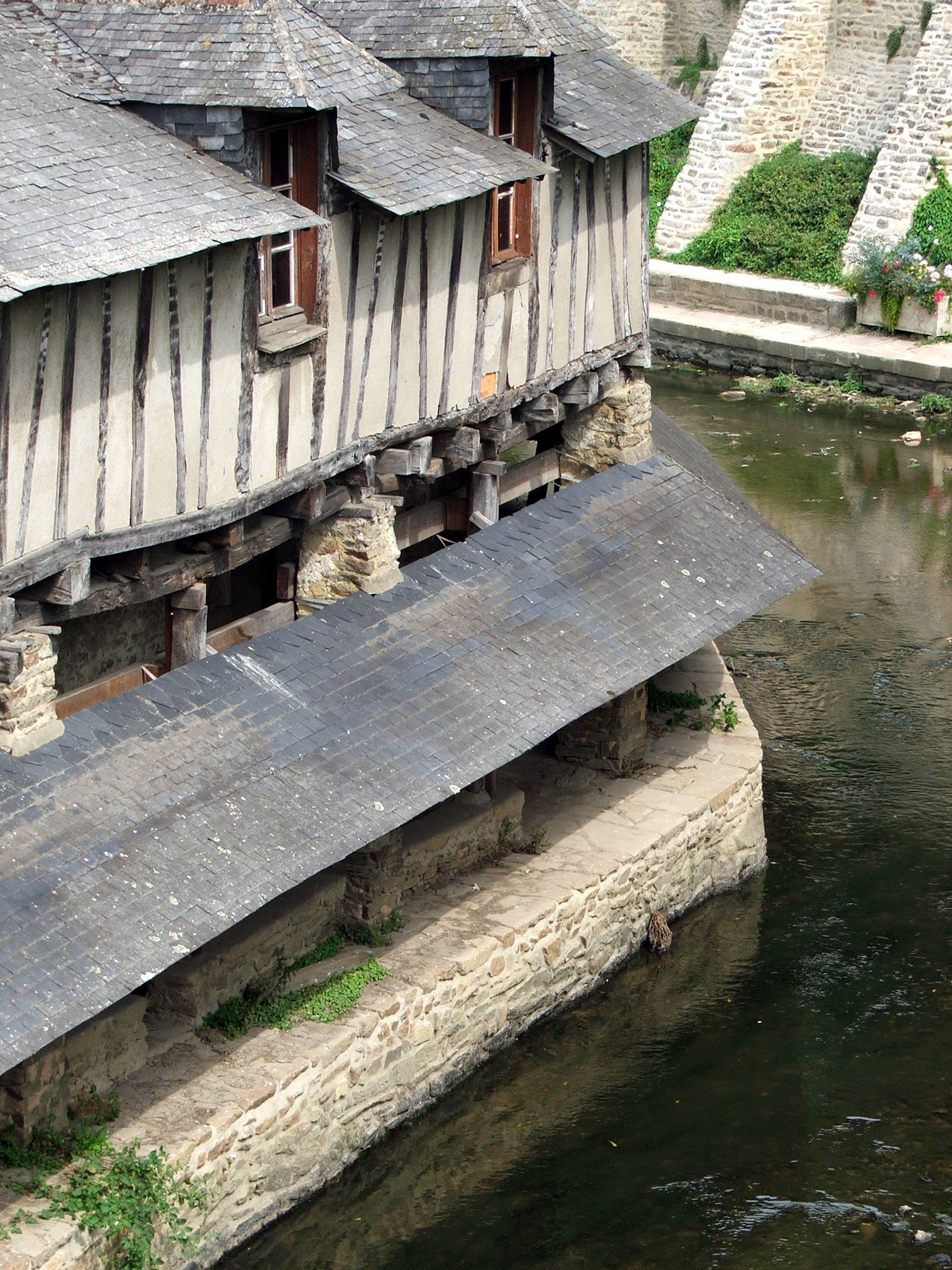
Façade antérieure des lavoirs.
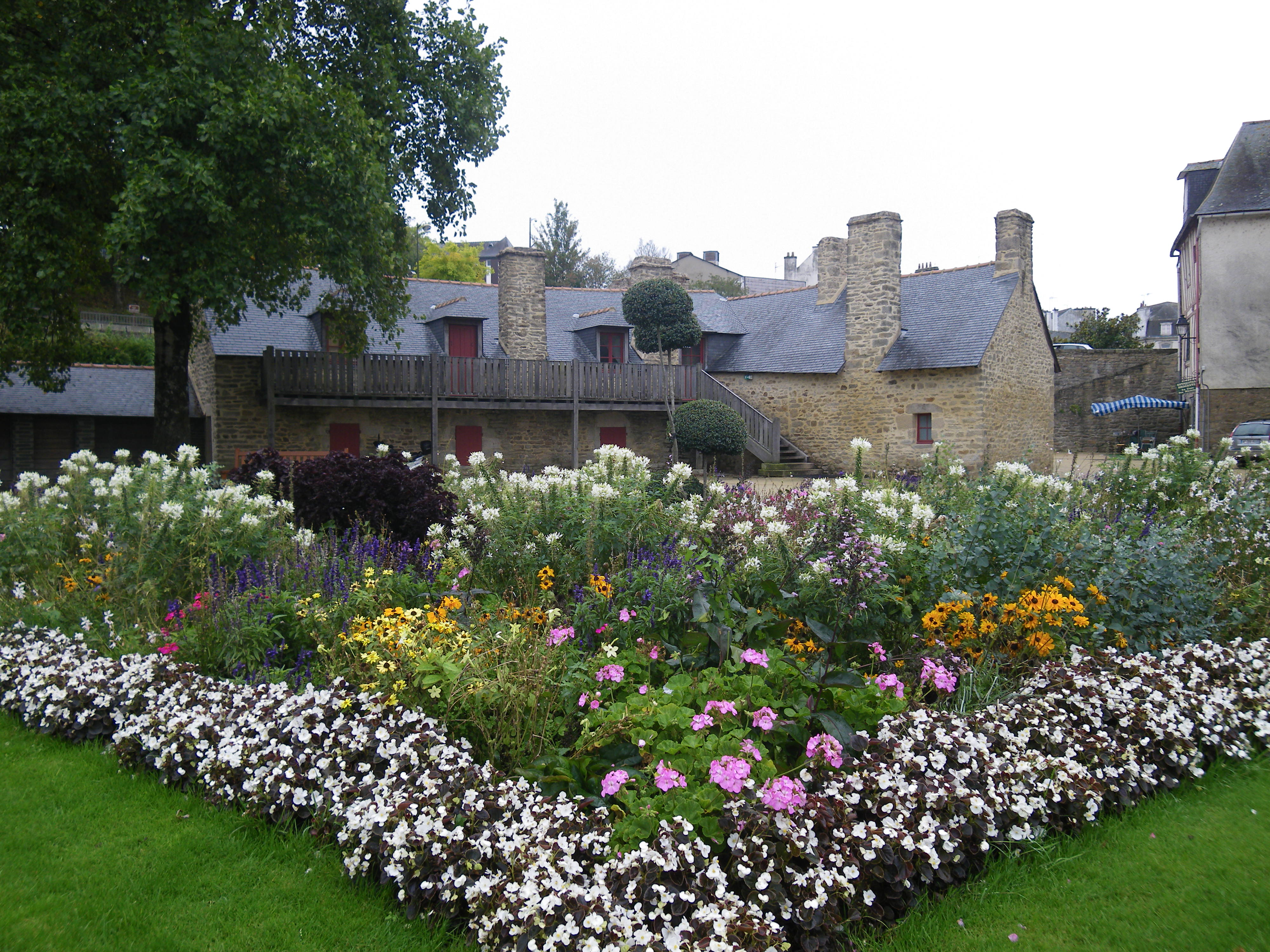
Façade postérieure des lavoirs.